# Цветково (Днепропетровская область)
Цветково (укр. Цвіткове) — село,
Николаевский поселковый совет,
Широковский район,
Днепропетровская область,
Украина.
Код КОАТУУ — 1225855311. Население по переписи 2001 года составляло 180 человек .

## Географическое положение
Село Цветково находится на расстоянии в 1,5 км от села Новомалиновка и в 2,5 км от сёл Карповка и Широкая Дача.
Рядом проходит железная дорога, станция Ингулец в 2-х км.

## Национальный состав
По переписи 2001 года, 91,11 % населения в качестве родного языка указали украинский; 8,33 % — русский; 0,56 % — белорусский.